# Crkva sv. Marije Magdalene u Kapeli
Crkva sv. Marije Magdalene u Kapeli župna je rimokatolička crkva u Kapeli u Bjelovarsko-bilogorskoj županiji.
Današnja crkva izgrađena je na mjestu kapele, koja je postojala još 1205. godine. Prema narodnoj predaji, ova crkva preuređena u 18. stoljeću, bila je nanovo sagrađena od opeke nekadašnjeg pavlinskog samostana u Pavlin Kloštru.
Zagrebački nadbiskup bl. Alojzije Stepinac posjetio je župnu crkvu u lipnju 1935. Prilikom jačeg potresa na Bilogori koji je pogodio i Kapelu 27. ožujka 1938., srušio se crkveni zvonik i bio uništen velik dio crkve. Njemački zrakoplovi 11. studenoga 1944. u bombardiranju pogodili su crkvu sv. Marije Magdalene.
Crkveni toranj stradao u potresu 1938. pokušavalo se obnoviti više puta, ali svi su napori bili uzaludni do 2017. godine, kada je konačno obnovljen. Vizuru Kapele do tada je činio krnji crkveni toranj koji je podsjećao na nekakvu kulu.
Zaštitnica župe je sv. Marija Magdalena, čiji se spomendan svečano slavi 22. srpnja.